# Spodnje Koseze
Spodnje Koseze – wieś w Słowenii, w gminie Lukovica. W 2018 roku liczyła 118 mieszkańców.